# Dorfkirche Sietzsch

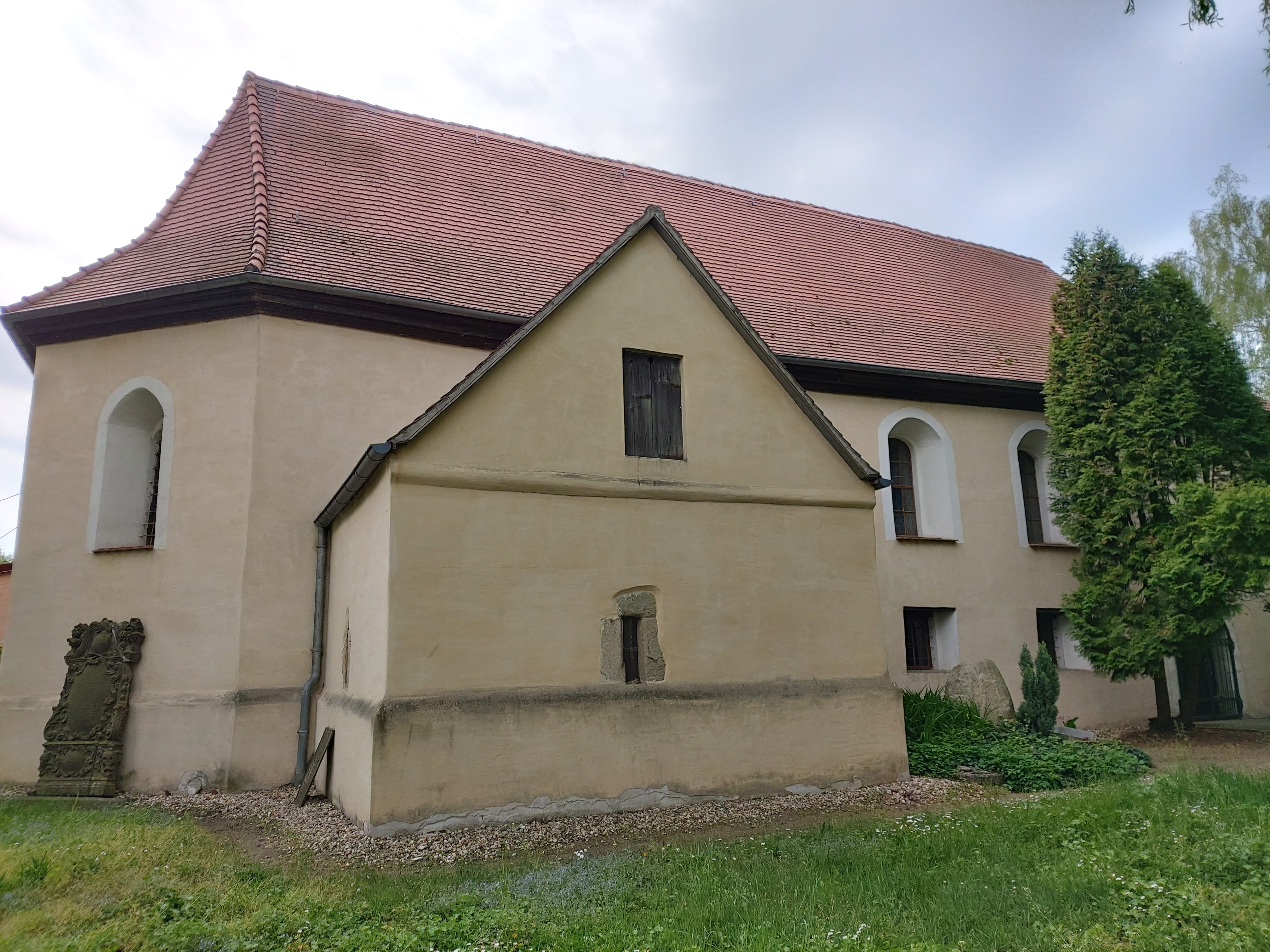
Blick von Norden auf die Kirche

Die Dorfkirche Sietzsch ist das evangelische Gotteshaus in Sietzsch, einem Ortsteil der Stadt Landsberg im Saalekreis. Im örtlichen Denkmalverzeichnis ist sie unter der Nummer 094 55342 erfasst.

## Geschichte
Die Geschichte der Kirche zu Sietzsch reicht zurück bis ins 10. Jahrhundert, als hier eine erste Missionskapelle errichtet wurde. Um 1150 wich diese einem Steinbau, der in seinen Grundfesten bis heute Bestand hat.
1492 wurde die Kirche mit der Sakristei im Norden und dem dreiseitigen Chorabschluss versehen. 1719 bis 1723 erfolgten große Umbaumaßnahmen im Stile des Barock, die unter anderem eine gänzlich neue Innenausstattung zur Folge hatten.
1964 wurde die Kirche komplett renoviert, dabei wurden gotische Wandmalereien im Chorraum freigelegt. 1986 wurde die Kirche gesperrt, da der romanische Turm durch große Risse im Mauerwerk einsturzgefährdet war. Er brach am 11. Februar 1987 in sich zusammen, die Reste wurden am 27. Februar 1987 gesprengt. Im folgenden Jahr wurde das Kirchenäußere ohne Turm außen umfassend saniert, 1997 bis 2000 folgte die Innenrestaurierung. 2013 bis 2015 wurden Sanierungsarbeiten am Gestühl und an der Triumphkreuzgruppe vorgenommen.

## Architektur und Ausstattung

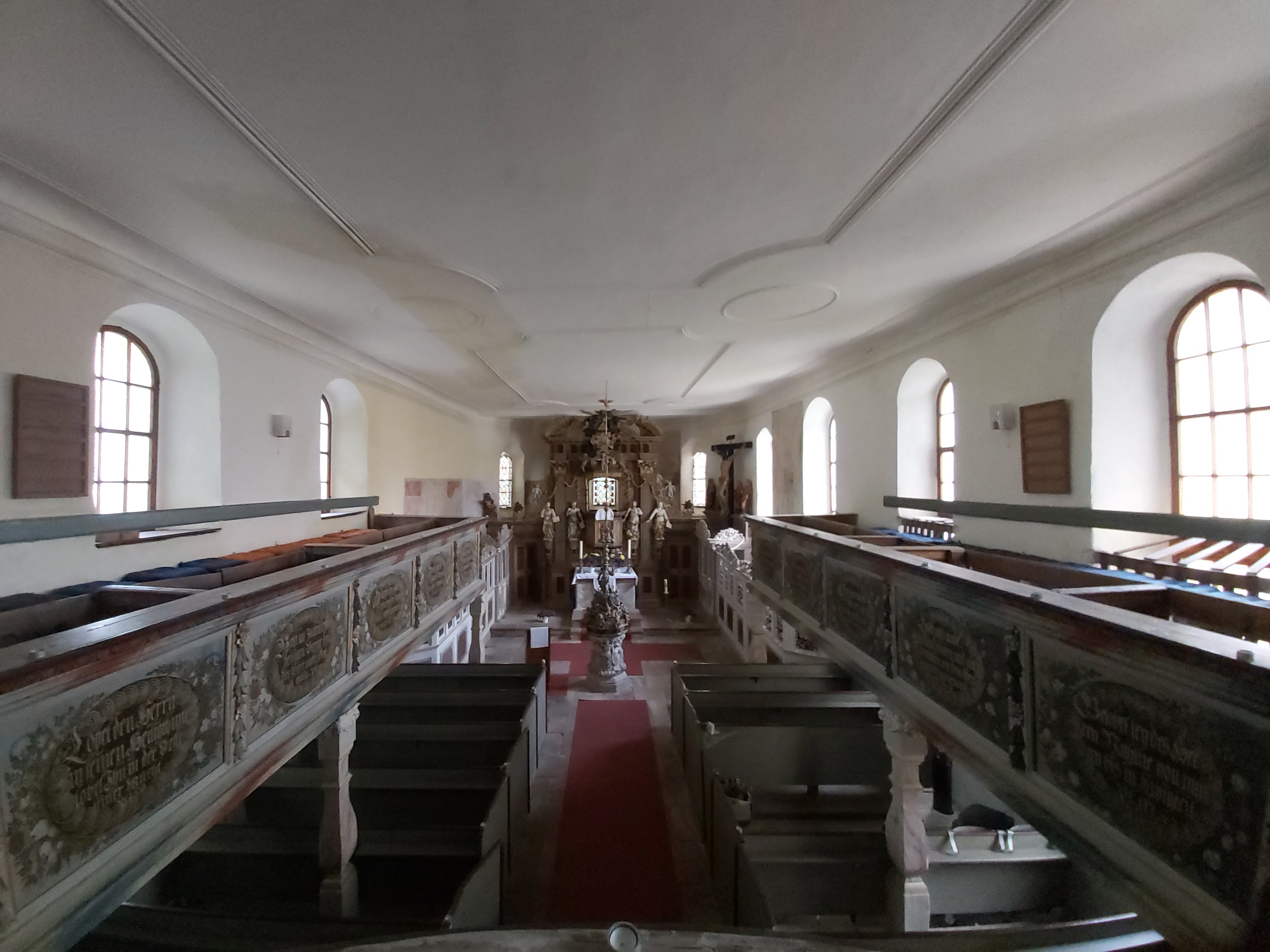
Blick nach Osten

Die Dorfkirche in Sietzsch ist heute eine turmlose, einschiffige Saalkirche mit dreiseitigem Chorabschluss und einer im Norden angefügten Sakristei. Die Wände des Bauwerkes sind verputzt. Bis auf die Spitzbogenfenster des Chorraumes sind alle Fenster als Rundbogenfenster ausgeführt.
Das Innere verfügt über eine reiche Ausstattung, allem voran die gotischen Wandmalereien, die heute teilweise wieder freigelegt sind. Hinter dem großen barocken Kanzelaltar mit seinen Evangelistenfiguren sind zwei gotische Sakramentshäuschen in die Wand eingelassen. An der Südwand des Chores ist eine gotische Triumphkreuzgruppe zu finden. Bemerkenswert ist der hölzerne Aufsatz des Taufbeckens, der u. a. reiche Puttenzier, die 12 Apostel, Christus und Gott Vater zeigt. Die Empore aus der Barockzeit trägt in den einzelnen Feldern gemalte Zierkartuschen mit biblischen Sprüchen.

## Orgel
Die erste bekannte Orgel der Kirche wurde 1763 errichtet. 1912 wurde ein neues Instrument durch die Firma Rühlmann aus Zörbig mit 12 Registern erbaut, welches 1964 umdisponiert wurde und in diesem Zustand (heute saniert) erhalten ist.

## Glocken
Die Kirche zu Sietzsch besaß einst drei Glocken, von denen heute zwei erhalten sind. 1917 musste eine Glocke abgegeben werden. 1986 wurden die Glocken durch vorausschauende Dorfbewohner in Stroh eingehüllt, welches sie beim Absturz beim Zusammenbruch des Turmes vor schlimmeren Schäden bewahrte. 1990 wurde auf dem Turmfundament ein neuer Glockenträger errichtet, in welchem die Glocken heute noch läuten. 2008/2009 wurde die große Glocke in Nördlingen geschweißt.
Beide Glocken aus dem 14. Jahrhundert mit einem Gewicht von insgesamt nahezu zwei Tonnen bilden eines der kostbarsten und charakteristischsten Duette im Saalekreis.